# 岡咲美保
岡咲 美保（おかさき みほ、1998年11月22日 - ）は、日本の女性声優、歌手。アイムエンタープライズ所属。岡山県出身。

## 経歴
小さい頃から歌うことが好きだったようで、3歳ぐらいの保育園のメッセージカードに、教諭から「美保ちゃんはいつも音楽かけてと言って、楽しそうに歌って踊っています」とメッセージが書かれていたという。
中学時代はバドミントン部に所属していた。人見知りで友達ができず、「どうしようかな」と思っていた。その時に出会った友人たちから職業としての声優を教えてもらった。その頃、ボーカロイドが流行しており、皆はその流れでアニソン、アニメにも夢中になっていた。友人たちと話していくうちに、職業としての声優を知り、「素敵なお仕事だなあ」と思うようになっていた。声優を知ってから動画を見たり、アニメソングをカラオケで歌ったり、アニメを見始めたりしていた。そのうちに、「声優って面白い職業だな」と職業としての声優への興味が広がっていき、その仕事について勉強していくうちに「私もやってみたい」という夢になったという。
アニメを見ていた時に、「作品ごとにいろんなキャラクターを演じられる、いろんなものになれるってすごく素敵なことだな」と思った。幼い頃から本読み、声を出すことが本能的に好きで、昔はころころと将来なりたいものが変わる子供だったため、職業としての声優に強く惹かれたという。
ある声優のモノマネをアニメ好きな友人の前で披露していた時、「声優に向いている」と言ってくれた。その時、「そうなのかも」と思ったのが、声優の仕事を目指すきっかけだったかもしれないと語っている。
デビュー前の高校生時代に『NHKのど自慢』（2014年11月30日、NHK総合・ラジオ第1、岡山県備前市・備前市総合運動公園体育館）にて出場した際には、ゲスト出演していた水樹奈々の「DISCOTHEQUE」を本人の前で歌い、チャンピオンになっている。この件については岡咲自身が出演しているラジオ番組『LIVE DAM Ai presents ANISON INSTITUTE 神ラボ！』（#52、2020年9月25日放送）にて、ゲスト出演したキングレコード取締役の三嶋章夫が認めている。水樹に帯同していた三嶋からは「本気で声優を目指すなら、一から養成所で勉強した方がいいよ」とアドバイスをもらっており、このことが声優になるきっかけとなったと岡咲は述懐している。
日本ナレーション演技研究所の卒業生である。2017年4月、アイムエンタープライズ所属及びプロフィールなど公式発表。同年11月先行配信のテレビアニメ『アイドリッシュセブン』でデビュー。2018年7月放送の『音楽少女』（西尾未来役）で初の主要メンバーに選ばれ、同年10月放送の『転生したらスライムだった件』（リムル役）で自身初主役に選ばれる。
2018年4月16日より、インターネットラジオステーション音泉にて配信されたラジオ『松岡ハンバーグ』でパーソナリティの松岡禎丞の初代アシスタントを務める。岡咲にとってこれが初めてのレギュラーラジオ番組となる。
2018年7月から20年目となる『ラジオどっとあい』（AG-ON Premium）第75代目になるパーソナリティに選ばれる。2018年6月16日『A&G TRIBAL RADIO エジソン』（文化放送）75代の『ラジオどっとあい』、パーソナリティー紹介でゲスト出演した際には、他の出演者と番組ゲストで仮タイトル名をそれぞれ出してもらい、その場では麻倉ももが考えたタイトル案を選ぶ。その後、麻倉が考えたタイトルから正式に『ラジオどっとあい 岡咲美保の花咲け！美保ちゃん♪』と決定され、2018年7月6日より開始する。
2020年、第14回声優アワードで新人女優賞を受賞。
2021年7月1日、キングレコード（KING AMUSEMENT CREATIVE）に所属。9月15日に1stシングル「ハピネス」でアーティストデビューすることを発表し、これに合わせて公式サイトのほか、TwitterアカウントとYouTubeチャンネルが開設された。
2023年8月26日には、さいたまスーパーアリーナで開催された『Animelo Summer Live 2023 -AXEL-』に出演。これがAnimelo Summer Liveへの初出演となる。当日は歌手としての出演だけでなく、中島由貴と共に開演直前の生影ナレーションを担当したほか、中島のステージに登壇し、2人で選曲した「オトメロディー」（『おねがいマイメロディ』オープニングテーマ）をコラボ歌唱した。
2024年1月27日には横浜市市民文化会館関内ホール 大ホールにて自身初のワンマンライブを開催。
2024年5月11日・12日にはKアリーナ横浜で行われた『KING SUPER LIVE 2024』に出演。2日目（12日）には、自身のステージの終盤に「DISCOTHEQUE」を水樹奈々とのデュエットでサプライズ披露した。
2025年、第19回声優アワードで主演声優賞を受賞。

## 人物・エピソード
方言は岡山弁。趣味は化粧、カラオケ、少女漫画。特技は歌、朗読、書道、ダンス、ピアノ、バドミントン。
書写技能検定硬筆2級、毛筆3級の資格を所持している。
好きな食べ物は梅干し。
声優デビュー当初、まだ「抜き」や「被らないで」といったアフレコ用語を何一つ知らずブース内でテンパっていた際に、事務所の先輩である松岡禎丞からマイク前に付き添う形で教えてもらい、その収録が終わった後に松岡、岡咲と同じスタジオに偶然居合わせた先輩声優の島﨑信長、ライトノベル作家である大森藤ノと４人で食事に行き、松岡からさらに細かい指導を受けたという。
前述の通り、デビュー前の2014年に水樹奈々とのど自慢番組での共演があるが、その10年後となる2024年にはKING SUPER LIVEで水樹とのコラボ歌唱を果たした。
一人っ子である。

## 出演
太字はメインキャラクター。

### テレビアニメ
2017年
- ラブライブ!サンシャイン!!（女子生徒）
- クラシカロイド（女の子、女子）
- 妖怪アパートの幽雅な日常（女子生徒D）
- アイドルマスター SideM（観客）
- 血界戦線 & BEYOND（子供たち）
- キノの旅 -the Beautiful World- the Animated Series（子供C）
- アイカツスターズ!（子供）

2018年
- アイドリッシュセブン（女子高生A、女性客B、女性ファンA、女性A、事務所スタッフ、女の子A 女子中学生B、女子アナウンサー、女性B）
- 斉木楠雄のΨ難（女性B）
- ラーメン大好き小泉さん（女子生徒A）
- スロウスタート（女の子）
- citrus（女性）
- 伊藤潤二『コレクション』（女子）
- 食戟のソーマ 餐ノ皿（女子生徒B）
- ゴールデンカムイ（子供たち）
- ハイスクールD×D HERO（狐お姉さん）
- ラストピリオド -終わりなき螺旋の物語-（MC）
- 覇穹 封神演義（娘）
- 音楽少女（西尾未来）
- オーバーロード シリーズ（2018年 - 2022年、フォアイル） - 2シリーズ
- ガンダムビルドダイバーズ（ミユ）
- ハイスコアガール（森〈小学生〉）
- 転生したらスライムだった件（2018年 - 2024年、スライム / リムル＝テンペスト、ナレーション） - 4シリーズ
- ソードアート・オンライン アリシゼーション（村民）
- とある魔術の禁書目録III（市民）
- メルクストーリア -無気力少年と瓶の中の少女-（パルティシャン）
- やがて君になる（アナウンス）
- 青春ブタ野郎シリーズ（2018年 - 2025年、鹿野琴美） - 2シリーズ

2019年
- かぐや様は告らせたい〜天才たちの恋愛頭脳戦〜（告白される女性）
- 荒野のコトブキ飛行隊（マリア）
- バミューダトライアングル 〜カラフル・パストラーレ〜（村人）
- えんどろ〜!（少女）
- ポプテピピック TVスペシャル（鬼の娘）
- フルーツバスケット（2019年 - 2020年、岩田舞） - 2シリーズ
- 盾の勇者の成り上がり（リファナ）
- アイカツフレンズ!〜かがやきのジュエル〜（にせかぐや）
- この音とまれ!（来場者）
- 鬼滅の刃（てる子）
- 女子高生の無駄づかい（お嬢）
- からかい上手の高木さん2（鈴木）
- ロード・エルメロイII世の事件簿 -魔眼蒐集列車 Grace note-（2019年 - 2021年、イヴェット・L・レーマン、女学生） - 1シリーズ + 特別編
- まちカドまぞく（子供たち）
- あんさんぶるスターズ!（子供、逆先夏目〈幼少時代〉）
- あひるの空（2019年 - 2020年、富永春美）
- Fairy gone フェアリーゴーン（レイ・ドーン〈少年時代〉）
- ぼくたちは勉強ができない!（店員）

2020年
- ダーウィンズゲーム（ジャイロヘッズ〈女〉）
- A3!（皆木充）
- 群れなせ!シートン学園（白海カナ）
- 乙女ゲームの破滅フラグしかない悪役令嬢に転生してしまった…（2020年 - 2021年、メアリ・ハント） - 2シリーズ
- ゾゾゾ ゾンビーくん（イサム）
- ハクション大魔王2020（アイドル）
- モンスター娘のお医者さん（メメ・ルドン）
- 炎炎ノ消防隊 弐ノ章（サキ）

2021年
- 転生したらスライムだった件 転スラ日記（リムル）
- Vivy -Fluorite Eye's Song-（新人女性スタッフ）
- 86-エイティシックス-
- 闇芝居 - 2シリーズ
- 現実主義勇者の王国再建記（パミーユ・キャロル）
- ジャヒー様はくじけない!（魔王）
- 海賊王女（アベル〈幼少〉）

2022年
- 魔法使い黎明期（ロー・クリスタス）
- Extreme Hearts（小鷹咲希）

2023年
- ブルーロック（蜂楽廻〈幼少期〉）
- 異世界のんびり農家（フラウレム）
- ワールドダイスター（千寿いろは）
- とあるおっさんのVRMMO活動記（ミリー、運営）
- デッドマウント・デスプレイ（ルル）

2024年
- 外科医エリーゼ（マリ）
- 休日のわるものさん（係員）
- 夜のクラゲは泳げない（瀬藤メロ）
- THE NEW GATE（エレメントテイル / ユズハ）
- 転生貴族、鑑定スキルで成り上がる（ロセル・キーシャ） - 2シリーズ
- アイドルマスター シャイニーカラーズ 2nd season（市川雛菜）

2025年
- 没落予定の貴族だけど、暇だったから魔法を極めてみた（クリス）
- メダリスト（獅子堂星羅）
- 公女殿下の家庭教師（リィネ・リンスター）

### 劇場アニメ
2018年
- 魔法少女リリカルなのは Detonation（オペレーター）

2021年
- 劇場版 生徒会役員共2 （広瀬ユウ）
- シドニアの騎士 あいつむぐほし（半間乙希）
- アイの歌声を聴かせて（ラボ員）

2022年
- 劇場版 からかい上手の高木さん
- 劇場版IDOL舞SHOW（若月美鈴）
- 劇場版 転生したらスライムだった件 紅蓮の絆編（リムル＝テンペスト）

2023年
- 青春ブタ野郎はおでかけシスターの夢を見ない（鹿野琴美）
- 劇場版 乙女ゲームの破滅フラグしかない悪役令嬢に転生してしまった…（メアリ・ハント）

2024年
- ウマ娘 プリティーダービー 新時代の扉（桐生院葵）

### OVA
- 生徒会役員共*（2019年、広瀬ユウ）
- 転生したらスライムだった件 OAD（2019年 - 2020年、リムル＝テンペスト） - 漫画版第12 - 16巻付属
- 乙女ゲームの破滅フラグしかない悪役令嬢に転生してしまった…X（2021年、メアリ・ハント[45]） - コミックス第7巻特装版

### Webアニメ
- 極主夫道（2021年、子どもB）
- POKÉTOON「プリンのうた」（2021年、プリン）
- テイルズ オブ ルミナリア The Fateful Crossroad（2022年、セリア・アルヴィエ[46]）
- 魔法使い黎明期 ミニアニメ（2022年、ロー・クリスタス）
- まちカドまぞく2丁目 × 魔法使い黎明期 / 魔法使い黎明期 × まちカドまぞく2丁目 コラボミニアニメ（2022年、ロー・クリスタス[47][48]）
- 転生したらスライムだった件 コリウスの夢（2023年、リムル＝テンペスト[49]）

### ゲーム
2017年
- クイズRPG 魔法使いと黒猫のウィズ（アスピナ・クリウ）
- 編隊少女 -フォーメーションガールズ-（エイミー・ジョンソン）

2018年
- アビス・ホライズン（カボット、アドミラル・グラーフ・シュペー、フォルバン）
- 天涯ニ舞ウ、粋ナ花
- モンスターストライク（2018年 - 2025年、ザ・ビューティフルベアーズ、イデア、カンデラ、リムル＝テンペスト）

2019年
- グリムエコーズ（時計ウサギ）
- マギアレコード 魔法少女まどか☆マギカ外伝（更紗帆奈）
- 共闘ことばRPG コトダマン（リムル）
- 帝国戦記（アインティ、リモエル）
- 音楽少女（西尾未来）
- オンゲキ（日向千夏）
- コード:ドラゴンブラッド（夏弥）
- ブラウンダスト（コーデリア）
- ゴエティアクロス（リムル）

2020年
- プリンセスコネクト！Re:Dive（2020年 - 2024年、カリザ）
- ART CODE SUMMONER（ジョルジュ・スーラ）
- アイドルマスター シャイニーカラーズ（2020年 - 2024年、市川雛菜）
- 絵師神の絆（真田）
- 東方キャノンボール（ナズーリン）
- クラッシュフィーバー（リムル）
- ソードアート・オンライン アリシゼーション リコリス（メディナ・オルティナノス）
- Re:ステージ!プリズムステップ（日向千夏）
- De:Lithe 〜忘却の真王と盟約の天使〜（リムル）
- ロストアーク（ニネブ）
- グランドサマナーズ（リムル）

2021年
- ウマ娘 プリティーダービー（桐生院葵）
- ジャックジャンヌ（茜あお）
- 白夜極光（ダイナ、オフィラ）
- きららファンタジア（牧之瀬ひまり）
- 崩壊3rd（クライン、武装人形「クライン」）
- 鬼滅の刃 ヒノカミ血風譚（てる子）
- ガーディアンテイルズ（プリトヴィツェ、ギルガス）
- ラグナドール 妖しき皇帝と終焉の夜叉姫（禰々子河童）
- Epic Seven-エピックセブン-（リムル）
- 転生したらスライムだった件 魔王と竜の建国譚（2021年 - 2023年、リムル＝テンペスト）
- テイルズ オブ ルミナリア（セリア・アルヴィエ）

2022年
- 乙女ゲームの破滅フラグしかない悪役令嬢に転生してしまった… 〜波乱を呼ぶ海賊〜（メアリ・ハント）
- パズルガールズ（瑞鶴）
- グランブルーファンタジー（2022年 - 2024年、エルシーネ、リムル）
- 紅魔城レミリア 緋色の交響曲（伊吹萃香）
- 勝利の女神：NIKKE（アニス）

2023年
- あんさんぶるスターズ!! Music / Basic（逆先夏目〈幼少期〉） - 2作品
- ワールドダイスター 夢のステラリウム（千寿いろは）
- アイドルマスター シャイニーカラーズ Song for Prism（2023年 - 2024年、市川雛菜）
- タイムギャル リバース（セプテム）

2024年
- 妖怪ウォッチ ぷにぷに（リムル）
- 転生したらスライムだった件 テンペストストーリーズ（リムル＝テンペスト）
- 鳴潮（丹瑾）
- 雀魂（市川雛菜）

2025年
- 魔法少女まどか☆マギカ Magia Exedra（更紗帆奈）

### ドラマCD
- 魔女の旅々（2018年、アヴィリア[91]） - 8巻ドラマCD付き限定特装版
- 29とJK（2019年、南里花恋[92]） - 6巻ドラマCD付き限定特装版
- IDOL舞SHOW エピソードZERO（2020年、若月美鈴[93]）
- 乙女ゲームの破滅フラグしかない悪役令嬢に転生してしまった…X（2021年、メアリ・ハント） - Blu-ray第2・3・4巻特典ドラマCD

### ボイスコミック
- ゲキカワ・デビル（2019年、羅美愛）
- こっちむいて!みい子（2019年、山田まもる）
- 怨霊奥様（2020年、戸井花恵）
- ヤンキーJKあやかさんの弱点（2022年、林伊月[94]）
- ゆるカナディア（2022年 - 2023年、ヴェルルッタ[95]）

### ボイスドラマ
- 鋼の錬金術師 MOBILE 白銀の号哭（2024年、ミッツ[96]）

### 吹き替え
- スピリット:自由に駆け抜けて －ポニー物語－ (メアリー・パット／ビアンカ)
- スピリット:自由に駆け抜けて －クリスマス・スピリット－

### ラジオ
※はインターネット配信。
- 松岡ハンバーグ（2018年 - 、音泉※） - アシスタント[97]
- ラジオどっとあい 岡咲美保の花咲け！美保ちゃん♪（2018年、超!A&G+※、AG-ON Premium※）
- 転生したらスライムだった件 ジュラの森放送局（2018年 - 2019年、HiBiKi Radio Station※・FRESH LIVE響チャンネル※）[98]
- みほまゆ（2019年、超!A&G+※）[99]
- LIVE DAM Ai presents ANISON INSTITUTE 神ラボ！（2019年 - 、文化放送）
- アイドルマスター シャイニーカラーズ はばたきラジオステーション（2020年 - 、ASOBI CHANNEL※） - 週替わりパーソナリティ
- 超!A&G+マンスリースペシャル 岡咲美保のみほらじ（2021年、超!A&G+※）[100]
- 中島由貴・岡咲美保 あうとスタンド！！（2021年 - 2023年、超!A&G+※）[101]
- 転生したらスライムだった件 〜転スラジオ〜（2022年、超!A&G+※、BS11公式YouTubeチャンネル※）
- 岡咲美保・関根瞳の24時のシンデレラ（2025年 - 、QloveR※）[102]

### テレビ番組
- 岡咲美保サツアイ番組「おみほと!!」TVスペシャル（2021年10月3日、TOKYO MX、BS11）[103]

### Web配信番組
- 戦国炒飯TV（2020年、YouTube）兼続くん（人形）の声
- 岡咲美保サツアイ番組「おみほと!!」（2021年 - 2022年、YouTube、dアニメストア（完全版））[104]

### CM
- 乳酸菌大麦若葉粉末CM バレエ編（2020年10月7日）声のばあば 役[105][106]
- リフォームするならこのマーク！ アフレコ篇 / 七変化篇 / 忘れないでね篇（2021年4月2日、一般社団法人住宅リフォーム推進協議会）[107][108][109]

### 映像商品
- 「THE IDOLM@STER SHINY COLORS MUSIC DAWN」Blu-ray（2021年）[110]
- 「THE IDOLM@STER SHINY COLORS 2ndLIVE STEP INTO THE SUNSET SKY」Blu-ray（2021年）[111]
- 「THE IDOLM@STER SHINY COLORS 3rdLIVE TOUR PIECE ON PLANET / NAGOYA / TOKYO / FUKUOKA」Blu-ray（2022年）[112]  [113]  [114]
- 「THE IDOLM@STER SHINY COLORS 4thLIVE 空は澄み、今を越えて。」Blu-ray（2022年）[115]
- バンダイナムコエンターテインメントフェスティバル 2nd 2days LIVE Blu-ray（2023年）[116]
- THE IDOLM@STER M@STERS OF IDOL WORLD!!!!! 2023 Blu-ray PERFECT BOX!!!!!（2023年）[117]
- 「THE IDOLM@STER SHINY COLORS 5thLIVE If I_wings.」Blu-ray（2023年）[118]
- 283PRODUCTION SOLO PERFORMANCE LIVE「我儘なまま」Blu-ray（2024年）[119]
- THE IDOLM@STER SHINY COLORS 5.5th Anniversary LIVE「星が見上げた空」Blu-ray（2024年）[120]
- 「異次元フェス アイドルマスター★♥ラブライブ！歌合戦」Blu-ray（2024年）[121]

### その他コンテンツ
- メディアミックスプロジェクト『温泉むすめ』（2017年、湯郷美彩[122]）
- ボイスドラマ『異世界で孤児院を開いたけど、なぜか誰一人巣立とうとしない件』（2018年、アリア[123]）
- オーディオブック『転生したらスライムだった件』1〜（2019年 - 継続中、朗読[124]）
- 音楽プロジェクト『MILGRAM -ミルグラム-』（2020年、マヒル〈椎奈真昼〉[125]）
- LINEスタンプ『アイドルマスター シャイニーカラーズ ギミー編』（2020年、市川雛菜）
- おかさきみほん!（2021年[126] - 2024年[127] 、声優グランプリ、連載企画）
- 岡山発見かるた PRムービー（2021年、少年・鬼姉[128]）
- 『聴くanime「恋は夜空をわたって」』[129]（2021年、長谷川二胡[130]）
- 朗読番組『おとぎの国でおやすみなさい』（2022年、NHK-FM、朗読）[131]
- ボイスドラマ『Extreme Hearts S×S×S』（2022年、小鷹咲希）
- コトブキヤ『アルカナディア』PV（2022年、ヴェルルッタ[132]）
- おみほのココ二トラベル（2024年[133] - 継続中、声優グランプリ、連載企画）

## ディスコグラフィ

### シングル
|       | 発売日        | タイトル       | 規格品番   | 規格品番  | オリコン 最高位 |
| CD+BD | 発売日        | タイトル       | CD         |           | オリコン 最高位 |
| ----- | ------------- | -------------- | ---------- | --------- | --------------- |
| 1st   | 2021年9月15日 | ハピネス       | KIZM-695/6 | KICM-2097 | 25位            |
| 2nd   | 2021年11月3日 | ペタルズ       | KIZM-703/4 | KICM-2107 | 33位            |
| 3rd   | 2023年11月1日 | ココロトラベル | KIZM-781/2 | KICM-2139 | 31位            |
| 4th   | 2024年8月7日  | ハピメモ       | KIZM-801/2 | KICM-2155 | 38位            |
| 5th   | 2025年1月8日  | JOY!!          | KICM-92163 | KICM-2163 | 18位            |

| 発売日         | タイトル               |
| -------------- | ---------------------- |
| 2023年6月30日  | Maybeヒロイン          |
| 2023年7月28日  | カレイドスコープ       |
| 2023年8月25日  | 琥珀の心音             |
| 2023年12月20日 | アンビリバボーアンセム |
| 2025年6月16日  | イエロー♡ビート        |

### アルバム
|       | 発売日        | タイトル | 規格品番   | 規格品番  | オリコン 最高位 |
| CD+BD | 発売日        | タイトル | CD         |           | オリコン 最高位 |
| ----- | ------------- | -------- | ---------- | --------- | --------------- |
| 1st   | 2022年8月17日 | BLOOMING | KIZC-681/2 | KICS-4073 | 42位            |
| 2nd   | 2024年4月24日 | DREAMING | KIZC-750/1 | KICS-4145 | 43位            |

|       | 発売日       | タイトル | 規格品番   | 規格品番  | オリコン 最高位 |
| CD+BD | 発売日       | タイトル | CD         |           | オリコン 最高位 |
| ----- | ------------ | -------- | ---------- | --------- | --------------- |
| 1st   | 2025年7月2日 | SHAKING  | KICS-94207 | KICS-4207 |                 |

| 発売日        | タイトル                                        |
| ------------- | ----------------------------------------------- |
| 2024年4月24日 | Miho Okasaki 1st LIVE 2024 〜キラメキブルーム〜 |

### タイアップ曲
| 楽曲           | タイアップ                                                                           | 時期   |
| -------------- | ------------------------------------------------------------------------------------ | ------ |
| ペタルズ       | テレビアニメ『ジャヒー様はくじけない！』第2クールエンディングテーマ                  | 2021年 |
| インフィニット | テレビアニメ『Extreme Hearts』オープニングテーマ                                     | 2022年 |
| キボウノレシピ | テレビアニメ『とあるおっさんのVRMMO活動記』エンディングテーマ                        | 2023年 |
| ココロトラベル | アニメ『転生したらスライムだった件 コリウスの夢』エンディングテーマ                  | 2023年 |
| カナタボシ     | テレビアニメ『THE NEW GATE』エンディングテーマ                                       | 2024年 |
| JOY!!          | テレビアニメ『没落予定の貴族だけど、暇だったから魔法を極めてみた』エンディングテーマ | 2025年 |
| 少女のすゝめ   | テレビアニメ『公女殿下の家庭教師』エンディングテーマ                                 | 2025年 |

### キャラクターソング
| 発売日         | 商品名                                                                                                  | 歌 | 楽曲 | 備考                                                                     |
| -------------- | --- | --- | --- | ------------------------------------------------------------------------ |
| 2018年1月31日  | Journey to the Sunshine                                                                                 | Aqoursと浦の星の仲間たち | 「勇気はどこに？君の胸に！」 | テレビアニメ『ラブライブ！サンシャイン!!』第2期エンディングテーマ        |
| 2018年6月6日   | ON STAGE LIFE                                                                                           | 音楽少女 | 「ON STAGE LIFE」 | テレビアニメ『音楽少女』挿入歌                                           |
| 2018年6月6日   | ON STAGE LIFE                                                                                           | 音楽少女 | 「ON STAGE LIFE (Taishi ReMix)」 | テレビアニメ『音楽少女』関連曲                                           |
| 2018年6月23日  | 魔法使いと黒猫のウィズ 5th Anniversary Original Soundtrack                                              | ミハネ（立花慎之介）、アスピナ（岡咲美保） | 「Tear-River」 | ゲーム『クイズRPG 魔法使いと黒猫のウィズ』関連曲                         |
| 2018年7月25日  | お願いマーガレット                                                                                      | 音楽少女 | 「お願いマーガレット」 | テレビアニメ『音楽少女』挿入歌                                           |
| 2018年8月8日   | シャイニング・ピース                                                                                    | 音楽少女 | 「シャイニング・ピース」 | テレビアニメ『音楽少女』エンディングテーマ                               |
| 2018年8月8日   | シャイニング・ピース                                                                                    | 音楽少女 | 「シャイニング・ピース (Taishi ReMix)」 | テレビアニメ『音楽少女』関連曲                                           |
| 2018年8月15日  | フライガール                                                                                            | 西尾未来（岡咲美保） | 「フライガール」 | テレビアニメ『音楽少女』挿入歌                                           |
| 2018年8月15日  | フライガール                                                                                            | 西尾未来（岡咲美保） | 「スタートライン」 | テレビアニメ『音楽少女』関連曲                                           |
| 2018年9月26日  | シャイニング・ピーシーズ                                                                                | 音楽少女 | 「シャイニング・ピース」 | テレビアニメ『音楽少女』挿入歌                                           |
| 2018年9月26日  | シャイニング・ピーシーズ                                                                                | 西尾未来（岡咲美保） | 「シャイニング・ピース」 | テレビアニメ『音楽少女』関連曲                                           |
| 2018年10月31日 | 音楽少女 BD第2巻特典CD                                                                                  | 西尾未来（岡咲美保）、雪野日陽（大野柚布子）、具志堅シュープ（島袋美由利） | 「happy ice cream」 | テレビアニメ『音楽少女』関連曲                                           |
| 2019年10月23日 | ONGEKI Sound Collection 02 最強 the サマータイム!!!!!                                                   | 日向千夏（岡咲美保）、柏木美亜（和氣あず未）、東雲つむぎ（和泉風花）、星咲あかり（赤尾ひかる）、高瀬梨緒（久保ユリカ） | 「最強 the サマータイム!!!!!」 | ゲーム『オンゲキ』関連曲                                                 |
| 2019年10月23日 | ONGEKI Sound Collection 02 最強 the サマータイム!!!!!                                                   | 日向千夏（岡咲美保） | 「最強 the サマータイム!!!!! -日向千夏ソロver.-」 | ゲーム『オンゲキ』関連曲                                                 |
| 2019年12月25日 | ONGEKI Vocal Collection 06                                                                              | マーチングポケッツ | 「ポケットからぬりつぶせ！」 | ゲーム『オンゲキ』関連曲                                                 |
| 2019年12月25日 | ONGEKI Vocal Collection 06                                                                              | 日向千夏（岡咲美保） | 「まっすぐ→→→ストリーム！」 「ポケットからぬりつぶせ！ -日向千夏ソロver.-」 | ゲーム『オンゲキ』関連曲                                                 |
| 2020年1月8日   | FANATIC!                                                                                                | 三日月眼 | 「FANATIC!」 「トロピカルドリーム」 | 『IDOL舞SHOW』関連曲                                                     |
| 2020年1月8日   | FANATIC! 通常盤                                                                                         | NO PRINCESS、三日月眼、X-UC | 「SENRAN! アイドル天下道へ」 | 『IDOL舞SHOW』関連曲                                                     |
| 2020年4月8日   | THE IDOLM@STER SHINY COLORS GR@DATE WING 01                                                             | シャイニーカラーズ | 「シャイノグラフィ」 「Dye the sky.」 | ゲーム『アイドルマスター シャイニーカラーズ』関連曲                      |
| 2020年4月22日  | ONGEKI Sound Collection 03 Splash Dance!!                                                               | 星咲あかり（赤尾ひかる）、高瀬梨緒（久保ユリカ）、日向千夏（岡咲美保）、桜井春菜（近藤玲奈）、井之原小星（もものはるな） | 「Splash Dance!!」 | ゲーム『オンゲキ』関連曲                                                 |
| 2020年4月22日  | ONGEKI Sound Collection 03 Splash Dance!!                                                               | 日向千夏（岡咲美保） | 「Splash Dance!! -日向千夏ソロver.-」 | ゲーム『オンゲキ』関連曲                                                 |
| 2020年5月8日   | 群れなせ！シートン学園 BD第2巻特典CD                                                                    | 白海カナ（岡咲美保） | 「メロン体 交響曲《変ホ長調より》」 | テレビアニメ『群れなせ！シートン学園』挿入歌                             |
| 2020年6月24日  | ONGEKI Vocal Party 01                                                                                   | マーチングポケッツ | 「進め！マイウェイ！」 | ゲーム『オンゲキ』関連曲                                                 |
| 2020年6月24日  | ONGEKI Vocal Party 01                                                                                   | 日向千夏（岡咲美保） | 「進め！マイウェイ！ -日向千夏ソロver.-」 | ゲーム『オンゲキ』関連曲                                                 |
| 2020年9月16日  | THE IDOLM@STER SHINY COLORS GR@DATE WING 07                                                             | ノクチル | 「いつだって僕らは」 「あの花のように」 「シャイノグラフィ」 | ゲーム『アイドルマスター シャイニーカラーズ』関連曲                      |
| 2020年10月7日  | キミシダイ Our future                                                                                   | 三日月眼 | 「キミシダイ Our future」 「叶えて、神様」 | 『IDOL舞SHOW』関連曲                                                     |
| 2021年1月27日  | 愛なんですよ                                                                                            | MILGRAM マヒル（岡咲美保） | 「愛なんですよ」 「サイコグラム」 | 『MILGRAM -ミルグラム-』関連曲                                           |
| 2021年3月10日  | THE IDOLM@STER SHINY COLORS COLORFUL FE@THERS -Sol-                                                     | 市川雛菜（岡咲美保） | 「あおぞらサイダー」 | ゲーム『アイドルマスター シャイニーカラーズ』関連曲                      |
| 2021年3月10日  | THE IDOLM@STER SHINY COLORS COLORFUL FE@THERS -Sol-                                                     | Team.Sol | 「SOLAR WAY」 | ゲーム『アイドルマスター シャイニーカラーズ』関連曲                      |
| 2021年4月14日  | THE IDOLM@STER SHINY COLORS L@YERED WING 01                                                             | シャイニーカラーズ | 「Resonance⁺」 「Color Days」 | ゲーム『アイドルマスター シャイニーカラーズ』関連曲                      |
| 2021年4月24日  | THE IDOLM@STER SHINY COLORS SOLO COLLECTION -3rdLIVE TOUR PIECE ON PLANET / TOKYO-                      | 市川雛菜（岡咲美保） | 「いつだって僕らは」 | ゲーム『アイドルマスター シャイニーカラーズ』関連曲                      |
| 2021年5月26日  | カモナ・テンペスト！/おやすみオレンジ                                                                   | リムル（岡咲美保）、大賢者（豊口めぐみ）、 ヴェルドラ（前野智昭）、シュナ（千本木彩花）、シオン（M・A・O）、 ランガ（小林親弘）、ゴブタ（泊明日菜） | 「カモナ・テンペスト！」 | テレビアニメ『転生したらスライムだった件 転スラ日記』エンディングテーマ  |
| 2021年5月26日  | カモナ・テンペスト！/おやすみオレンジ                                                                   | リムル（岡咲美保） | 「おやすみオレンジ」 | テレビアニメ『転生したらスライムだった件 転スラ日記』エンディングテーマ  |
| 2021年5月29日  | THE IDOLM@STER SHINY COLORS SOLO COLLECTION -3rdLIVE TOUR PIECE ON PLANET / FUKUOKA-                    | 市川雛菜（岡咲美保） | 「あの花のように」 | ゲーム『アイドルマスター シャイニーカラーズ』関連曲                      |
| 2021年6月23日  | 転生したら日記の音楽だった件                                                                            | リムル（岡咲美保） | 「ヨイハナビ」 | テレビアニメ『転生したらスライムだった件 転スラ日記』挿入歌              |
| 2021年8月25日  | ONGEKI Vocal Party 05                                                                                   | 三角葵（春野杏）、九條楓（佳村はるか）、日向千夏（岡咲美保） | 「無敵のフロンティア三銃士」 | ゲーム『オンゲキ』関連曲                                                 |
| 2021年8月25日  | ONGEKI Vocal Party 05                                                                                   | 日向千夏（岡咲美保） | 「無敵のフロンティア三銃士 -日向千夏ソロver.-」 | ゲーム『オンゲキ』関連曲                                                 |
| 2021年10月13日 | THE IDOLM@STER SHINY COLORS L@YERED WING 07                                                             | ノクチル | 「僕らだけの未来の空」 「今しかない瞬間を」 「Resonance⁺」 | ゲーム『アイドルマスター シャイニーカラーズ』関連曲                      |
| 2021年10月13日 | 現実主義勇者の王国再建記 Blu-ray BOX 特典CD                                                             | パミーユ・キャロル（岡咲美保） | 「原野の風」 | テレビアニメ『現実主義勇者の王国再建記』挿入歌                           |
| 2021年12月22日 | ONGEKI Vocal Best                                                                                       | 星咲あかり（赤尾ひかる）、日向千夏（岡咲美保） | 「青空コントレール」 | ゲーム『オンゲキ』関連曲                                                 |
| 2021年12月22日 | ONGEKI Vocal Best                                                                                       | 日向千夏（岡咲美保） | 「青空コントレール -日向千夏ソロver.-」 | ゲーム『オンゲキ』関連曲                                                 |
| 2022年2月14日  | THE IDOLM@STER SHINY COLORS SOLO COLLECTION -L@YERED WING part 1-                                       | 市川雛菜（岡咲美保） | 「僕らだけの未来の空」 | ゲーム『アイドルマスター シャイニーカラーズ』関連曲                      |
| 2022年2月14日  | THE IDOLM@STER SHINY COLORS SOLO COLLECTION -L@YERED WING part 2-                                       | 市川雛菜（岡咲美保） | 「今しかない瞬間を」 | ゲーム『アイドルマスター シャイニーカラーズ』関連曲                      |
| 2022年4月13日  | THE IDOLM@STER SHINY COLORS PANOR@MA WING 01                                                            | シャイニーカラーズ | 「虹の行方」 「Daybreak Age」 | ゲーム『アイドルマスター シャイニーカラーズ』関連曲                      |
| 2022年4月23日  | THE IDOLM@STER SHINY COLORS Synthe-Side 02                                                              | 放課後クライマックスガールズ、ノクチル | 「相合学舎」 | ゲーム『アイドルマスター シャイニーカラーズ』関連曲                      |
| 2022年4月23日  | THE IDOLM@STER SHINY COLORS Synthe-Side 02                                                              | 市川雛菜（岡咲美保） | 「相合学舎」 | ゲーム『アイドルマスター シャイニーカラーズ』関連曲                      |
| 2022年6月22日  | YEAH SAY YEAHHH!/無限日本列島LOVE/パステルグレイ                                                        | 三日月眼 | 「無限日本列島LOVE」 | 劇場アニメ『劇場版IDOL舞SHOW』エンディングテーマ                         |
| 2022年6月22日  | YEAH SAY YEAHHH!/無限日本列島LOVE/パステルグレイ @Loppi・HMV限定盤                                      | NO PRINCESS、三日月眼、X-UC | 「SENRAN! アイドル天下道へ2022」 | 劇場アニメ『劇場版IDOL舞SHOW』テーマソング                               |
| 2022年10月5日  | Extreme Hearts キャラクターソングアルバム「BEST 4 U」                                                   | 葉山陽和（野口瑠璃子）、小鷹咲希（岡咲美保）、前原純華（優木かな） | 「明日へのBreakShoot」 | テレビアニメ『Extreme Hearts』挿入歌                                     |
| 2022年10月5日  | Extreme Hearts キャラクターソングアルバム「BEST 4 U」                                                   | RISE | 「Rise up Dream」 | テレビアニメ『Extreme Hearts』挿入歌                                     |
| 2022年10月5日  | Extreme Hearts キャラクターソングアルバム「BEST 4 U」                                                   | 葉山陽和（野口瑠璃子）、小鷹咲希（岡咲美保）、前原純華（優木かな）、橘 雪乃（福原綾香）、小日向理瀬（小澤亜李）、ミシェル・イェーガー（市ノ瀬加那）、アシュリー・ヴァンクロフト（瀬戸麻沙美） | 「無限大の魔法」 | テレビアニメ『Extreme Hearts』挿入歌                                     |
| 2022年10月5日  | Extreme Hearts キャラクターソングアルバム「BEST 4 U」                                                   | RISE | 「大好きだよって叫ぶんだ」 「Happy☆Shiny Stories」 「全力Challenger」 | テレビアニメ『Extreme Hearts』挿入歌                                     |
| 2022年10月5日  | Extreme Hearts キャラクターソングアルバム「BEST 4 U」                                                   | RISE | 「SUNRISE（ver.RISE）」 | テレビアニメ『Extreme Hearts』エンディングテーマ                         |
| 2022年10月5日  | Extreme Hearts キャラクターソング ソロバージョン                                                        | 小鷹咲希（岡咲美保） | 「明日へのBreakShoot」 「Rise up Dream」 「大好きだよって叫ぶんだ」 「無限大の魔法」 「Happy☆Shiny Stories」 「全力Challenger」 「SUNRISE」                                                      | テレビアニメ『Extreme Hearts』関連曲                                     |
| 2022年10月12日 | THE IDOLM@STER SHINY COLORS PANOR@MA WING 07                                                            | ノクチル | 「Catch the Breeze」 「アスファルトを鳴らして」 「虹の行方」 | ゲーム『アイドルマスター シャイニーカラーズ』関連曲                      |
| 2023年1月18日  | THE IDOLM@STER SHINY COLORS WING COLLECTION -A side-                                                    | シャイニーカラーズ | 「Spread the Wings!! -25 colors-」 「Ambitious Eve -25 colors-」 「シャイノグラフィ -25 colors-」 「Resonance⁺ -25 colors-」 「SNOW FLAKES MEMORIES -25 colors-」 「FUTURITY SMILE -25 colors-」 | ゲーム『アイドルマスター シャイニーカラーズ』関連曲                      |
| 2023年2月8日   | THE IDOLM@STER SHINY COLORS WING COLLECTION -B side-                                                    | シャイニーカラーズ | 「Multicolored Sky -25 colors-」 「いつか Shiny Days -25 colors-」 「Dye the sky. -25 colors-」 「Color Days -25 colors-」 「Let's get a chance -25 colors-」 「SWEET♡STEP -25 colors-」         | ゲーム『アイドルマスター シャイニーカラーズ』関連曲                      |
| 2023年2月11日  | THE IDOLM@STER SHINY COLORS SOLO COLLECTION -M@STERS OF IDOL WORLD!!!!! 2023-                           | 市川雛菜（岡咲美保） | 「Let’s get a chance」 | ゲーム『アイドルマスター シャイニーカラーズ』関連曲                      |
| 2023年3月18日  | THE IDOLM@STER SHINY COLORS SOLO COLLECTION -5thLIVE If I_wings. part1-                                 | 市川雛菜（岡咲美保） | 「Catch the Breeze」 | ゲーム『アイドルマスター シャイニーカラーズ』関連曲                      |
| 2023年3月18日  | THE IDOLM@STER SHINY COLORS SOLO COLLECTION -5thLIVE If I_wings. part2-                                 | 市川雛菜（岡咲美保） | 「アスファルトを鳴らして」 | ゲーム『アイドルマスター シャイニーカラーズ』関連曲                      |
| 2023年5月31日  | だいすき                                                                                                | MILGRAM マヒル（岡咲美保） | 「だいすき」 「パラサイト -マヒル Cover-」 | 『MILGRAM -ミルグラム-』関連曲                                           |
| 2023年7月22日  | THE IDOLM@STER SHINY COLORS SOLO COLLECTION -SOLO PERFORMANCE LIVE 我儘なまま Sol-                      | 市川雛菜（岡咲美保） | 「SOLAR WAY」 | ゲーム『アイドルマスター シャイニーカラーズ』関連曲                      |
| 2023年9月13日  | THE IDOLM@STER SHINY COLORS “CANVAS” 06                                                                 | ノクチル | 「Reflection」 「夢が夢じゃなくなるその日まで」 「青とオレンジ」 | ゲーム『アイドルマスター シャイニーカラーズ』関連曲                      |
| 2023年10月18日 | THE IDOLM@STER SHINY COLORS Song for Prism 星の声                                                       | シャイニーカラーズ | 「星の声」 | ゲーム『アイドルマスター シャイニーカラーズ Song for Prism』テーマソング |
| 2023年11月13日 | 夢のステラリウム                                                                                        | 鳳ここな（石見舞菜香）、静香（長谷川育美）、カトリナ・グリーベル（天城サリー）、新妻八恵（長縄まりあ）、柳場ぱんだ（大空直美）、流石知冴（佐々木李子）、千寿暦（鳥部万里子）、ラモーナ・ウォルフ（田中美海）、王雪（花井美春）、リリヤ・クルトベイ（安齋由香里）、与那国緋花里（下地紫野）、千寿いろは（岡咲美保）、白丸美兎（近藤玲奈）、阿岐留カミラ（若井友希）、猫足蕾（芹澤優）、本巣叶羽（赤尾ひかる）、連尺野初魅（葵井歌菜）、烏森大黒（Lynn）、舎人仁花子（斉藤朱夏）、萬容（山村響）、筆島しぐれ（吉岡麻耶） | 「夢のステラリウム」 | ゲーム『ワールドダイスター 夢のステラリウム』関連曲                      |
| 2024年2月14日  | Extreme Hearts ソング&ストーリーアルバム「Start Sign」                                                  | RISE | 「Start Sign」 | テレビアニメ『Extreme Hearts』関連曲                                     |
| 2024年3月2日   | THE IDOLM@STER SHINY COLORS SOLO COLLECTION -6thLIVE TOUR Come and Unite! part1-                        | 市川雛菜（岡咲美保） | 「Reflection」 | ゲーム『アイドルマスター シャイニーカラーズ』関連曲                      |
| 2024年3月2日   | THE IDOLM@STER SHINY COLORS SOLO COLLECTION -6thLIVE TOUR Come and Unite! part2-                        | 市川雛菜（岡咲美保） | 「夢が夢じゃなくなるその日まで」 | ゲーム『アイドルマスター シャイニーカラーズ』関連曲                      |
| 2024年3月2日   | THE IDOLM@STER SHINY COLORS SOLO COLLECTION -6thLIVE TOUR Come and Unite! part3-                        | 市川雛菜（岡咲美保） | 「青とオレンジ」 | ゲーム『アイドルマスター シャイニーカラーズ』関連曲                      |
| 2024年3月6日   | Start Sign ソロバージョン                                                                               | 小鷹咲希（岡咲美保） | 「Start Sign」 | テレビアニメ『Extreme Hearts』関連曲                                     |
| 2024年4月3日   | THE IDOLM@STER SHINY COLORS Song for Prism ハナムケのハナタバ / 青空                                    | ノクチル | 「青空」 | ゲーム『アイドルマスター シャイニーカラーズ Song for Prism』関連曲       |
| 2024年4月17日  | THE IDOLM@STER SHINY COLORS シャイニーPRオファー Vol.1                                                  | 大崎甘奈（黒木ほの香）、市川雛菜（岡咲美保）、田中摩美々（菅沼千紗） | 「輝きにかわる」 | ゲーム『アイドルマスター シャイニーカラーズ』関連曲                      |
| 2024年4月17日  | THE IDOLM@STER SHINY COLORS シャイニーPRオファー Vol.1                                                  | 市川雛菜（岡咲美保） | 「輝きにかわる」 | ゲーム『アイドルマスター シャイニーカラーズ』関連曲                      |
| 2024年4月24日  | ゲームアプリ『ワールドダイスター 夢のステラリウム』VocalAlbum Vol.3「デアエ・エクス・マキナ！」         | 千寿いろは（岡咲美保）、白丸美兎（近藤玲奈）、阿岐留カミラ（若井友希）、猫足蕾（芹澤優）、本巣叶羽（赤尾ひかる） | 「デアエ・エクス・マキナ！」 「きらり！マジカリュー・スマイル！」 「夢のステラリウム」 | ゲーム『ワールドダイスター 夢のステラリウム』関連曲                      |
| 2024年4月24日  | ゲームアプリ『ワールドダイスター 夢のステラリウム』VocalAlbum Vol.3「デアエ・エクス・マキナ！」         | 白丸美兎（近藤玲奈）、本巣叶羽（赤尾ひかる）、千寿いろは（岡咲美保） | 「Drawing World」 | ゲーム『ワールドダイスター 夢のステラリウム』関連曲                      |
| 2024年4月24日  | ゲームアプリ『ワールドダイスター 夢のステラリウム』VocalAlbum Vol.3「デアエ・エクス・マキナ！」         | 千寿いろは（岡咲美保） | 「いろはうたBLOOMING」 | ゲーム『ワールドダイスター 夢のステラリウム』関連曲                      |
| 2024年4月24日  | ゲームアプリ『ワールドダイスター 夢のステラリウム』VocalAlbum Vol.3「デアエ・エクス・マキナ！」         | 千寿いろは（岡咲美保）、白丸美兎（近藤玲奈） | 「プレイ・マイ・フェイバリット!!」 | ゲーム『ワールドダイスター 夢のステラリウム』関連曲                      |
| 2024年7月27日  | THE IDOLM@STER SHINY COLORS LIVE FUN!! -Beyond the Blue sky part2-                                      | 市川雛菜（岡咲美保） | 「SNOW FLAKES MEMORIES」 | ゲーム『アイドルマスター シャイニーカラーズ』関連曲                      |
| 2024年6月26日  | 夜のクラゲは泳げない Original Soundtrack                                                                | サンフラワードールズ | 「カラフルムーンライト」 | テレビアニメ『夜のクラゲは泳げない』関連曲                               |
| 2024年6月26日  | 夜のクラゲは泳げない Original Soundtrack                                                                | サンフラワードールズ | 「lovely weather」 | テレビアニメ『夜のクラゲは泳げない』関連曲                               |
| 2024年6月26日  | 「夜のクラゲは泳げない」Blu-ray Vol.1 特典CD「カラフルムーンライト 橘ののかver.／瀬藤メロver.」         | 瀬藤メロ（岡咲美保） | 「カラフルムーンライト 瀬藤メロver.」 | テレビアニメ『夜のクラゲは泳げない』関連曲                               |
| 2024年8月28日  | 「夜のクラゲは泳げない」Blu-ray Vol.3 特典CD「lovely weather 瀬藤メロver.／柳桃子ver.／鈴村あかりver.」 | 瀬藤メロ（岡咲美保） | 「lovely weather 瀬藤メロver.」 | テレビアニメ『夜のクラゲは泳げない』関連曲                               |
| 2024年8月31日  | Like Blooming Flowers                                                                                   | 千寿いろは（岡咲美保）、千寿暦（鳥部万里子） | 「Like Blooming Flowers」 | ゲーム『ワールドダイスター 夢のステラリウム』関連曲                      |
| 2024年10月9日  | THE IDOLM@STER SHINY COLORS ECHOES 06                                                                   | ノクチル | 「いつかのキミへ」 「365日のストーリー」 「Migratory Echoes（ノクチルVer.）」 | ゲーム『アイドルマスター シャイニーカラーズ』関連曲                      |
| 2024年11月27日 | THE IDOLM@STER SHINY COLORS Song for Prism Heads or Tails？ / グッバイ                                  | ノクチル | 「グッバイ」 | ゲーム『アイドルマスター シャイニーカラーズ Song for Prism』関連曲       |
| 2024年12月25日 | THE IDOLM@STER SHINY COLORS Over the prism                                                              | ノクチル | 「未来へのSign」 「プリズムフレア」 | テレビアニメ『アイドルマスター シャイニーカラーズ 2nd season』関連曲     |
| 2024年12月25日 | THE IDOLM@STER SHINY COLORS Over the prism                                                              | シャイニーカラーズ | 「プリズムフレア -23 colors-」 | テレビアニメ『アイドルマスター シャイニーカラーズ 2nd season』関連曲     |
| 2025年1月26日  | Worlds Dye Star                                                                                         | シリウス、銀河座、Eden、劇団電姫 | 「Worlds Dye Star」 | ゲーム『ワールドダイスター 夢のステラリウム』関連曲                      |

### その他参加作品
| 発売日        | 商品名                                           | 歌                                                   | 楽曲                   | 備考                                                         |
| ------------- | ------------------------------------------------ | ---------------------------------------------------- | ---------------------- | ------------------------------------------------------------ |
| 2022年12月5日 | 283PRODUCTION UNIT LIVE SETSUNA BEAT ORIGINAL CD | 黒木ほの香、白石晴香、岡咲美保、前川涼子、和久井優   | 「OH MY GOD」          | ライブイベント『283PRODUCTION UNIT LIVE SETSUNA BEAT』関連曲 |
| 2022年12月5日 | 283PRODUCTION UNIT LIVE SETSUNA BEAT ORIGINAL CD | 和久井優、土屋李央、田嶌紗蘭、岡咲美保               | 「夢咲きAfter school」 | ライブイベント『283PRODUCTION UNIT LIVE SETSUNA BEAT』関連曲 |
| 2022年12月5日 | 283PRODUCTION UNIT LIVE SETSUNA BEAT ORIGINAL CD | 前川涼子、丸岡和佳奈、田嶌紗蘭、岡咲美保、永井真里子 | 「Black Reverie」      | ライブイベント『283PRODUCTION UNIT LIVE SETSUNA BEAT』関連曲 |

## ライブ・イベント

### ワンマンライブ
| 開催日        | タイトル                                                               | 会場                                  |
| ------------- | ---------------------------------------------------------------------- | ------------------------------------- |
| 2024年1月27日 | Miho Okasaki 1st LIVE 2024 〜キラメキブルーム〜 supported by animelo   | 関内ホール 大ホール（神奈川県）       |
| 2024年8月10日 | Miho Okasaki 2nd LIVE 2024 〜ハッピーメモリー〜 supported by animelo   | 文京シビックホール 大ホール（東京都） |
| 2025年7月13日 | Miho Okasaki 3rd LIVE 2025 ～ハートシェイキング～ supported by animelo | KT Zepp Yokohama（神奈川県）          |

### 合同ライブ
| 出演日              | タイトル                                  | 会場                                     |
| ------------------- | ----------------------------------------- | ---------------------------------------- |
| 2022年1月22日       | リスアニ! LIVE 2022 (SATURDAY STAGE)      | 日本武道館（東京都）                     |
| 2022年9月23日       | リスアニ！LIVE SPECIAL EDITION アキヤスミ | 豊洲PIT（東京都）                        |
| 2022年12月10日      | 京 Premium Live 2022                      | 京都ロームシアターメインホール（京都府） |
| 2023年8月26日       | Animelo Summer Live 2023 -AXEL-           | さいたまスーパーアリーナ（埼玉県）       |
| 2024年5月11日・12日 | KING SUPER LIVE 2024                      | Kアリーナ横浜（神奈川県）                |
| 2024年8月31日       | Animelo Summer Live 2024 -Stargazer-      | さいたまスーパーアリーナ（埼玉県）       |
| 2025年1月25日       | リスアニ!LIVE 2025 SATURDAY STAGE         | 日本武道館（東京都）                     |
| 2025年7月5日        | リスパレ! LIVE vol.3 (DAY1)               | なんばHatch（大阪府）                    |

## 書籍
- 岡咲美保1stフォトブック『おかさきみほん! 〜Precious Days〜』 （2024年11月22日、イマジカインフォス）[158]